# Bucculatrix recognita
Bucculatrix recognita är en fjärilsart som beskrevs av Braun 1963. Bucculatrix recognita ingår i släktet Bucculatrix och familjen kronmalar. Inga underarter finns listade i Catalogue of Life.